# Abdel Halim Hafez
Pour les articles homonymes, voir Hafiz.
 (juillet 2008).
Si vous disposez d'ouvrages ou d'articles de référence ou si vous connaissez des sites web de qualité traitant du thème abordé ici, merci de compléter l'article en donnant les références utiles à sa vérifiabilité et en les liant à la section « Notes et références ».
Abdel Halim Hafez ou Abdelhalim Hafez (en arabe : عبد الحليم حافظ), de son vrai nom Abdelhalim Chabana, né le 21 juin 1929 et mort le 30 mars 1977, est un chanteur et acteur égyptien.

## Biographie
Il est né le 21 juin 1929 à Al-Hilwat (village de la province d'Ash Sharqiya en Égypte).
Très populaire dans le monde arabe des années 1950 jusqu'aux années 1970, il fut surnommé par les médias arabophones « Al Andalib al Asmar » (العندليب الأسمر, « le rossignol brun »). Considéré comme l'un des plus grands chanteurs et acteurs de comédies musicales arabes des années 1960, il continue de marquer fortement l'histoire du chant oriental.

### Enfance et débuts
Quatrième enfant du cheikh Ali Ismaïl Shabana, orphelin, il est recueilli par son oncle vivant au Caire. Il se fait remarquer pour ses talents musicaux dès l'école primaire et étudie la musique auprès de son frère Ismaïl, son premier professeur de chant. En 1940, à l'âge de 11 ans, il est reçu à l'institut de musique arabe du Caire où il se distingue en interprétant à merveille dit-on les œuvres de Mohammed Abdel Wahab. Il ressort avec un diplôme de hautbois et un certificat d'enseignement en 1946.
Remarqué très jeune dans des clubs du Caire où il chante régulièrement, il rencontre son premier succès à la radio qui l'avait initialement embauché comme musicien.
Il devient peu à peu l'un des plus célèbres et des plus populaires acteurs et chanteurs de sa génération : grâce au développement des comédies musicales égyptiennes, il s'impose rapidement dans des personnages d'amoureux sensibles et romantiques occupant dans le cinéma et la chanson arabes un rôle original.

### Le Sinatra du Nil
Contemporain de géants tels que Oum Kalthoum, Mohammed Abdel Wahab, Farid El Atrache, il s'est distingué d'eux en apportant un nouveau souffle au « tarab » - art de la chanson. Alliant à la fois une fidélité à l'esthétique arabe traditionnelle ainsi qu'une grande modernité dans son chant (inspiré des techniques dites de « crooner ») et dans sa tenue sur scène, très stylée et rappelant le maintien, l'hexis d'un Sinatra, il a su littéralement créer un style qui fit école et qui forma une sorte d'archétype considéré aujourd'hui comme un modèle pour de nombreux artistes.

### Nouvelle manière, nouvelles formes
Il chantait surtout l'amour, et on le voyait décontracté et souriant sur scène, conduisant son orchestre (de plus en plus étoffé), avec des parties instrumentales de plus en plus riches, proposées par ses amis compositeurs, qui trouvaient dans ses chansons le moyen de s'adonner à toutes les audaces esthétiques modernes - opérant des synthèses entre l'art arabe traditionnel et l'influence occidentale. Rompant avec l'attitude crispée de certains de ses prédécesseurs, cet amour de la scène et du public est l'une des raisons de son exceptionnelle popularité. Ses performances scéniques et cinématographiques pleines de passion restent impressionnantes et touchantes, en partie à cause du fait qu'Abdel Halim souffrait en réalité continuellement : depuis son enfance, il était en effet atteint de la bilharziose.
Parmi ses inoubliables concerts, on note une prestation au Palais des Congrès de Paris en 1974. Sa dernière apparition sur scène remonte à mars 1976, peu avant son décès alors qu'il préparait l'interprétation de « Min ghir lih ». Abdelwahab n'a voulu donner cette chanson à personne d'autre, et l'a chantée en son honneur en 1990.
Ses principaux collaborateurs furent ses vieux amis Mohamed el Mougy et Kamal Ettaouil, rencontrés au conservatoire de la musique arabe du Caire, Abdelwahab, et d'autres artistes importants dans l'histoire de la musique arabe du XXe siècle tels que Baligh Hamdi, Mohamed Hamza ou le poète Nizar Kabbani. Poètes ou compositeurs, ils furent nombreux à apporter leur contribution à l'énorme succès de Halim. Celui-ci, après avoir gagné sa popularité grâce à des chansons courtes et gaies, chantées le plus souvent dans ses films, et évoquant les problèmes des jeunes (amour, mariage, argent), interpréta ensuite des œuvres considérées aujourd'hui par une bonne partie du public comme ses plus grandes réussites : les chansons longues (ou fleuves). À l'instar des complexes mélopées d'Oum Kalthoum, Abdelhalim a, à la fin de sa vie (début des années 1970), interprété plusieurs compositions qui duraient entre 30 minutes et une heure (Mawoud, Hawel teftekerni, Ay dameet hozn, Qariat el fingan, etc.), et ce sans compter les improvisations sur scène. 
Ces chansons longues d'une très grande richesse et d'un raffinement musical immenses, en plusieurs parties, dont la structure s'inspire des opéras ou poèmes symphoniques occidentaux et dans lesquelles il mettait toute sa passion et son énergie, marquent l'apogée de cet artiste, et en même temps l'apogée de la chanson arabe du XXe siècle. Certains musicologues les considèrent comme une nouvelle étape dans l'histoire de la musique savante arabe ; d'autres les opposant à l'héritage khédival, les considèrent plutôt comme appartenant à un genre hybride, intermédiaire entre le registre savant et la variété populaire, les qualifiant ainsi de « genre classicisant ». Après Abdel Halim et Oum Kalthoum, cet art va peu à peu disparaitre.
Mohammed Abdel Wahab, qui l'avait pris sous son aile, avait été impressionné par la voix de son jeune concurrent. Il a même été dit d'après un journal marocain qu'Abdel Wahab a abandonné la chanson pour se consacrer à la composition dès l'émergence de Halim en tant que superstar. Cependant, une grande amitié se liera entre lui et Abdelhalim. Ils fondèrent même avec l'avocat Magdi el Amroussi la maison de disques Soutelphan en 1961. Abdelhalim était aussi l'ami du grand chanteur Farid El Atrache.
Abdelhalim était également un grand ami du président égyptien Gamal Abdel Nasser ; il a connu le succès à l'époque de la révolution nassérienne, et faisait partie des préférés du président. Il a interprété plusieurs chansons patriotiques et chantait lors des fêtes qui célébraient l'anniversaire de la révolution. « Alors que la plupart des autres grands chanteurs du siècle ont débuté sous la monarchie, Abdel Halim Hafez incarne la génération de la révolution des “officiers libres” de 1952. Arrivé sur scène au même moment que Nasser au pouvoir, il sera le chantre de la gauche, du nationalisme arabe et de la jeunesse. »
Également admiré et apprécié par le roi du Maroc Hassan II, auquel il a dédicacé une de ses chansons, il se rendait très souvent au Maroc où il était un invité d'honneur.
Avec lui, l'industrie du cinéma a renouvelé le genre de la comédie musicale, et de 1953 à 1969, il tourne seize films dont l'une des plus grosses recettes de l'histoire du cinéma égyptien, Mon père en haut de l'arbre (Abi fawq al-chagara, 1969), équivalent oriental de West Side Story, resté un an d'affilée à l'affiche, et dans lequel il échange avec Nadia Lutfi le plus grand nombre de baisers de l'histoire du cinéma égyptien.
Abdel Halim ne s'est jamais marié, et le célibat faisait partie de son mythe ; mais selon des rumeurs persistantes, il aurait été secrètement marié pendant quelques années avec l'actrice Souad Hosni, icône de la modernité égyptienne. Bien après sa mort, les amis d'Abdel Halim et de Souad Hosni continuent toujours à nier ce mariage. Recluse et dépressive, Souad meurt à Londres le 21 juin 2001, le jour de l'anniversaire d'Abdel Halim ; son corps est retrouvé en bas de son immeuble, après une chute du sixième étage. On ignore toujours s'il s'agit d'un suicide ou si elle a été assassinée. Ses proches et ses amis estiment qu'elle aurait été tuée, alors qu'elle s'apprêtait à publier sa biographie après avoir enregistré ses mémoires sur des cassettes, qui ont disparu de son appartement ; et certains avancent également la théorie de l'assassinat car plusieurs personnalités publiques égyptiennes avaient intérêt à faire disparaître les témoignages de ces cassettes.
« La légende veut qu'il n'ait eu que deux amours, malheureux de surcroît : une prof de musique de Zagazig qu'il ne put épouser faute d'argent ; et une Alexandrine de bonne famille dont les parents lui ont refusé la main avant d'accepter, mais trop tard, puisque la jeune fille mourut avant le mariage. » Abdel Halim ne s'en remit jamais, et il a consacré, dit-on, ses plus tristes chansons à cette femme, dont « Fi Youm », « Fi Shahr », « Fi Sana » et « Qariat el-Fingan ».

### Mort et funérailles

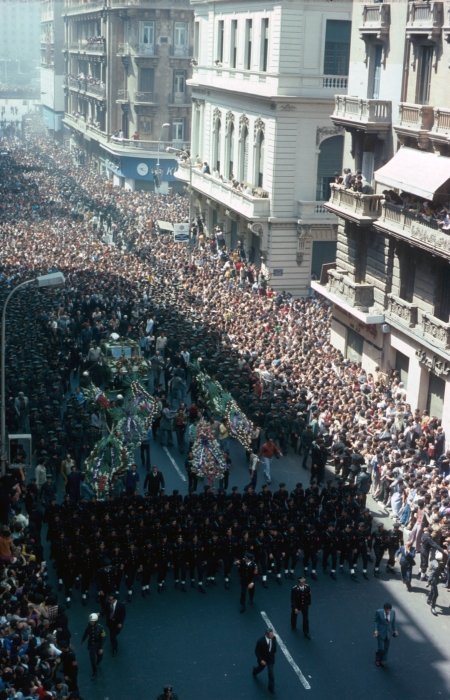
Funérailles d'Abdel Halim Hafez. Tropenmuseum.

Il meurt le 30 mars 1977 au King's College Hospital de Londres, des suites de sa bilharziose, contractée lors de ses baignades d'enfance dans les canaux du Nil, et dont il souffrit chroniquement à partir de 1955. Rassemblant environ deux millions de personnes au Caire, ses funérailles sont les plus importantes d'Égypte, après celles du président Nasser et de la chanteuse Oum Kalthoum. « Le soir même et les jours suivants, la presse signala plusieurs dizaines de cas de suicide de jeunes filles éplorées. »

## Postérité
Le chanteur Jay-Z reprend en 1999 la musique de la chanson Khosara pour sa chanson Big Pimpin. En 2006 sort un film dans lequel Ahmed Zaki incarne son ami Halim ; après son décès d'un cancer pendant le tournage en 2005, c'est son fils qui finit le tournage. La chaine MBC a, elle, diffusé pendant le mois du ramadan 2006 un feuilleton qui retrace la vie de cette légende. C'est dire la popularité et l'intérêt que suscite Abdelhalim, 30 ans après sa mort prématurée qui avait plongé dans la tristesse des milliers de fans. Safia Elhillo, dans son recueil The January Children, rend hommage au chanteur.
Il nous reste de lui près de 300 chansons, d'amour pour la plupart, mais aussi religieuses et patriotiques. Le rossignol brun a aussi tourné 16 films, dont le dernier, Abi fawq el shajara, est sorti en 1969. Sa maladie l'a empêché de tourner d'autres longs métrages. Ses chansons les plus célèbres sont Zay el hawa, Gana el hawa, Ahwak, Fatet ganbina, Sawah, Bilomoni leih, Nebtedi mnin el hikaya ou encore l'immense Qariat el fingan (de N. Qabbani et M. Mougy). Cette chanson est narrée par une sorte de voyante, qui s'adresse à un jeune homme et évoque sa vie future, sa bien-aimée qu'il cherchera toute sa vie mais qu'il ne trouvera jamais. Certains considèrent évidemment que cette femme - comme tous les personnages aimés évoqués dans ce genre de chansons - est une métaphore d'autre chose, du sens de la vie par exemple, et sa quête, comme celle inachevée du Graal, expliquant la tonalité poignante générale de ses chants. Cet ultime et très célèbre succès de Abdel Halim Hafez, interprété en 1976, illustre le tragique destin du rossignol. Pour les chansons patriotiques, on connaît bien Nasser ya horeya (dédiée au président Nasser), Al watan al akbar (avec les chanteurs Chadia, Warda al-Jazairia et Sabah), Bil ahdhan ou Ehna el shaab.
Le 9 février 2019, un concert en l'honneur du chanteur est organisé au Trianon à Paris (France) avec l’orchestre oriental, Mazzika, et le chanteur égyptien Ahmed Gamal.
En 2021, la chanteuse française Nej reprend le refrain de Sawwah, dans son titre Ma Colombe.

## Chansons
- Ahwak (Je vous adore),
- Ala Ad El Sho' (Autant que le désir),
- Ala Hesb Wedad (Où que mon cœur me conduise),
- Betlomooni Leih (Pourquoi me blâmez-vous),
- El Massih (Christ),
- Fatet Ganbena (Elle est passée à côté de nous),
- Gabbar (Arrogant),
- Gana El Hawa (L'ambiance nous a frappés),
- Sawwah (Vagabond),
- Maw'ood (Destiné),
- Zai El Hawa (Comme l'amour),
- Qari'at Al Fingan (Le café diseur de bonne aventure), sa dernière chanson de son vivant
- Habibati Man-Takoon (Mon amour, qui est-elle), sortie à titre posthume